# Ilyarachna longicornis
Ilyarachna longicornis là một loài chân đều trong họ Munnopsidae. Loài này được G. O. Sars miêu tả khoa học năm 1864.